# Communauté de communes du Nebbiu
La communauté de communes du Nebbiu est une ancienne communauté de communes française, située dans le département de la Haute-Corse.

## Composition
Elle était composée des communes suivantes :
| Nom                   | Code Insee | Gentilé      | Superficie (km2) | Population (dernière pop. légale) | Densité (hab./km2) |
| --------------------- | ---------- | ------------ | ---------------- | --------------------------------- | ------------------ |
| Oletta (siège)        | 2B185      |              | 26,61            | 1 569 (2014)                      | 59                 |
| Murato                | 2B172      | Muratais     | 20,38            | 609 (2014)                        | 30                 |
| Olmeta-di-Tuda        | 2B188      | Olmetais     | 17,40            | 429 (2014)                        | 25                 |
| Piève                 | 2B230      |              | 19,70            | 115 (2013)                        | 5,8                |
| Poggio-d'Oletta       | 2B239      | Poggiolais   | 16,16            | 211 (2014)                        | 13                 |
| Rapale                | 2B257      |              | 10,16            | 149 (2014)                        | 15                 |
| Rutali                | 2B265      | Rutalais     | 17,11            | 382 (2014)                        | 22                 |
| San-Gavino-di-Tenda   | 2B301      |              | 50,44            | 65 (2014)                         | 1,3                |
| Santo-Pietro-di-Tenda | 2B314      |              | 125,66           | 356 (2014)                        | 2,8                |
| Sorio                 | 2B287      |              | 15,56            | 137 (2014)                        | 8,8                |
| Vallecalle            | 2B333      | Vallecallais | 6,91             | 128 (2014)                        | 19                 |

## Compétences
- Aménagement de l'espace - Prise en considération d'un programme d'aménagement d'ensemble et détermination des secteurs d'aménagement au sens du code de l'urbanisme (à titre facultatif)
- Autres - Nouvelles technologies de l'information et de la communication-NTIC (Internet, câble...) (à titre facultatif)
- Développement et aménagement économique
  - Action de développement économique (Soutien des activités industrielles, commerciales ou de l'emploi, Soutien des activités agricoles et forestières...) (à titre obligatoire)
  - Tourisme (à titre obligatoire)
- Développement et aménagement social et culturel - Construction ou aménagement, entretien, gestion d'équipements ou d'établissements culturels, socioculturels, socioéducatifs, sportifs (à titre optionnel)
- Environnement
  - Politique du cadre de vie (à titre optionnel)
  - Protection et mise en valeur de l'environnement (à titre optionnel)
  - Traitement des déchets des ménages et déchets assimilés (à titre optionnel)
- Voirie - Création, aménagement, entretien de la voirie (à titre optionnel)

## Historique
- 20 décembre 2005 : création de la communauté de communes
- 16 mars 2007 : retrait de la commune de Rutali qui a depuis[Quand ?] réintégré la communauté de communes.
- 1er janvier 2017 : fusion avec la communauté de communes de la Conca d'Oro pour former la communauté de communes Nebbiu - Conca d'Oro

## Sources
- Le splaf - (Site sur la Population et les Limites Administratives de la France)
- La base aspic de la Haute-Corse - (Accès des Services Publics aux Informations sur les Collectivités)